# Södermanlands runinskrifter 2
Södermanlands runinskrifter 2 är ett runblock beläget i Axala, Björnlunda socken och Gnesta kommun i Södermanland. 

## Runblocket
Blocket ligger i en skogsbacke dit man når via en stig. En vägledande skylt finns nere vid väg 223. Precis intill blocket har Eriksgatan gått. Runblocket är tre gånger 2,5 meter stort och tre meter högt, och ristningen är 1,6 meter hög och 1,1 meter bred på blockets öst-sydöstra sida. Runhöjden är 9-10 centimenter. En översättning av inskriften följer nedan:

## Inskriften
Translitterering av runraden:
sloþi rahnfriþ þaun · litu · hakua · stain · iftiʀ · ihulbiarn · sun · sin · hialbi · kristr ant · has
Normalisering till runsvenska:
Sloði, ʀagnfriðr, þaun letu haggva stæin æftiʀ Igulbiorn, sun sinn. Hialpi Kristr and hans.
Översättning till nusvenska:
Slode, Ragnfrid, de läto hugga stenen efter Igulbjörn, sin son. Hjälpe Kristus hans ande!
Slode och Ragnfrid har låtit rista ytterligare en sten till sonens ära. Det är Sö 141 som står på forna tingsplatsen vid Aspa.